# Александр, Седрик
Седрик Александр Джонсон (англ. Cedric Alexander Johnson, род. 17 мая 1989, Шарлотт, Северная Каролина) — американский рестлер, в настоящее время выступающий в WWE в качестве «свободного агента», имеющего право выступать на обоих брендах — Raw и SmackDown.
Александр выступал в Ring of Honor (ROH) с 2010 по 2016 год. Он начинал в составе команды C&C Factory, вместе с Каприсом Коулманом. Они работали вместе до 2014 года, затем он работал как одиночный рестлер, обычно под руководством Веды Скотт. Он покинул ROH в 2016 году, когда его пригласили на турнир WWE Cruiserweight Classic. Во время турнира он вытелет во втором раунде от Коты Ибуси, но получил высокую оценку, а присутствующие фанаты скандировали: «Пожалуйста, подпишите Седрика». После этого Александр подписал контракт с WWE, работая в новом дивизионе первого тяжёлого веса в рамках бренда 205 Live. На WrestleMania 34 Александр выиграл турнир и завоевал титул чемпиона WWE в первом тяжёлом весе, удерживая его в течение 181 дня. В апреле 2019 года он был переведен на бренд Raw.

## Личная жизнь
В июне 2018 года Джонсон женился на коллеге-рестлере Аэриале Монро, которая ранее выступала в All Elite Wrestling под именем Биг Свол. У них есть одна дочь.

## Титулы и достижения
- America’s Most Liked Wrestling
  - Престижный чемпион AML (1 раз)[2]
  - Турнир за престижное чемпионство AML (2016)[3]
- CWF Mid-Atlantic
  - Телевизионный чемпион CWF Mid-Atlantic (1 раз)[4]
  - Чемпион Ultra J PWI (1 раз)[5]
- Exodus Wrestling Alliance
  - Чемпион EWA в полутяжёлом весе (1 раз)[6]
- Premiere Wrestling Federation
  - Чемпион PWF WORLD-1 в тяжёлом весе (1 раз)[7]
  - Матч года (2015) — с Колби Корино[8]
- Premiere Wrestling Xperience
  - Чемпион PWX в тяжёлом весе (1 раз)[9]
  - Инновационный телевизионный чемпион PWX (1 раз)[10]
- Pro Wrestling EVO
  - Чемпион EVO в тяжёлом весе (1 раз)[11]
- Pro Wrestling Illustrated
  - № 28 в топ 500 рестлеров в рейтинге PWI 500 в 2018[12]
- WrestleForce
  - Чемпион WrestleForce (2 раза)[13]
- WWE
  - Чемпион 24/7 WWE (3 раза)[14][15][16]
  - Чемпион WWE в первом тяжёлом весе (1 раз)[17][18]
  - Командный чемпион WWE Raw (1 раз) — с Шелтоном Бенджамином[19][20]
  - Туринир за чемпионство WWE в первом тяжёлом весе (2018)[21][22]
  - Slammy (1 раз)
    - Трэш-токер года (2020) как часть The Hurt Business, вместе с Лэйси Эванс[23]